# Rävåsen (naturreservat, Karlskoga kommun)
Rävåsen är ett kommunalt naturreservat i Karlskoga kommun i Örebro län.
Området är naturskyddat sedan 2002 och är 40 hektar stort. Reservatet består av en skogbevuxen rullstensås i centrala Karlskoga.